# アルクトドゥス
アルクトドゥス（学名：Arctodus）は、ネコ目クマ科メガネグマ亜科に属する絶滅した哺乳類の属。新第三紀の後期鮮新世から第四紀の後期更新世にかけて、南北アメリカ大陸に生息した。前後に短い顔、横に広い吻部、長い四肢、短い胴部が特徴である。後期更新世に出現したヒグマとの生存競争に敗れ絶滅したと考えられている。
北アメリカ大陸においては最も一般的なメガネグマ亜科の属であり、アメリカ合衆国カリフォルニア州南部のラ・ブレア・タールピットで数多くの化石が発見されている。種は Arctodus pristinus と Arctodus simus の2種が知られている。後者はアルクトテリウムに抜かれるまで史上最大のクマの種であった。

## 分類
アルクトドゥス属はショートフェイスベアとも呼ばれるが、これは大半の現生のクマと比較して吻部が短く見えることによる。この外見はクマ亜科のクマと比較してメガネグマ亜科のクマの鼻骨が短いことや吻部が上下に深いことに起因する。なお、この特徴はアルクトドゥス属に限ったものではなく、現生のメガネグマにも見られる。

### 進化

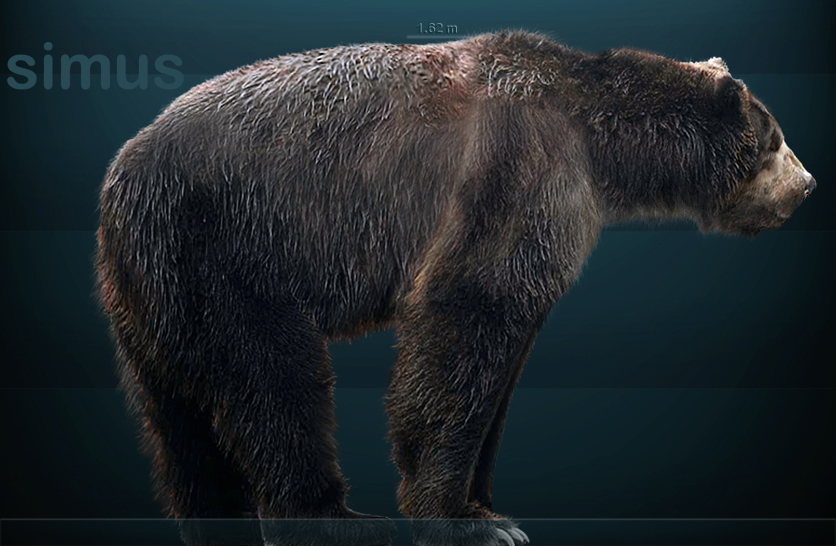
Arctodus simusの生態創造復元図

アルクトドゥスの属するメガネグマ亜科は後期中新世ごろに出現しており、プリオナルクトスが知られている。後期鮮新世に北アメリカ大陸で出現したアルクトドゥスはアメリカ大陸間大交差に乗じて南アメリカ大陸へ進出し、前期から後期更新世にかけて両大陸に分布した。また、後期鮮新世ごろには現生のメガネグマも出現した。
Arctodus simus は約8万年前の更新世半ばに北アメリカ大陸で出現し、アラスカ州からミシシッピ州に分布した。絶滅は約1万1600年前であった。化石はカリフォルニア州のシャスタ郡のポッター・クリーク洞窟で初めて発見された。他の化石はプラティゴヌスやカストロイデスの化石、さらにはパレオ・インディアンに由来する人工物と共に、オハイオ州ワイアンドット郡のシェリダン洞窟から発見されている。本種は北アメリカ大陸に生息した史上最大の地上棲ネコ目の動物の一つであった。骨格はインディアナ州で発見されている。北アメリカで発見された中では最も完全なジャイアント・ショート・フェイス・ベアの骨格もインディアナ州から発見されており、科学的研究も進められている。実骨標本はシカゴのフィールド自然史博物館に所蔵されている。
Arctodus pristinus はより南側に生息しており、テキサス州やニュージャージー州、メキシコのアグアスカリエンテス州から化石が知られている。

## 特徴

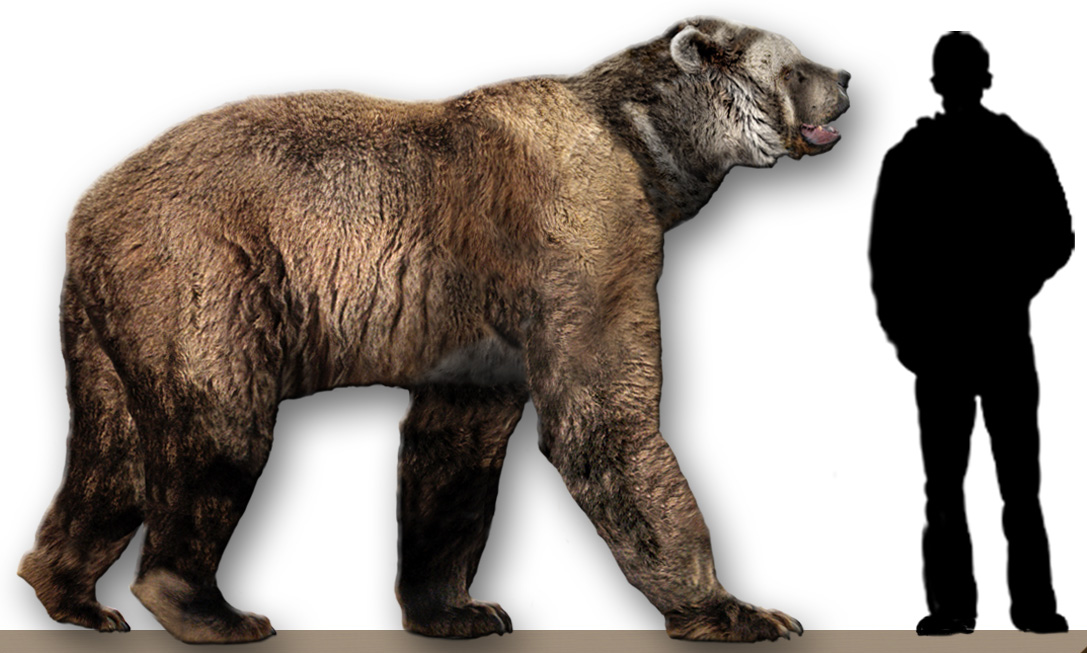
ヒトと A. simus の大きさ比較

6頭の A. simus の標本から体重を推定したところ、うち2頭が約900キログラム、最大個体は957キログラムと推定された。これは大型の個体が従来考えられていたよりも多く生息していたことを示唆する。標本間では成体の大きさの個体差が見られ、雌個体が雄個体よりも小型であるという現生のクマと同様の性差や、生息地域による差（ベルクマンの法則）が示唆された。後肢で立ち上がると、A. pristinus は身長2.5 - 3メートル、A. simus は身長3.4 - 3,7メートルであった。四足歩行時には A. simus の肩高は1.5 - 1.8メートルに達した。ミズーリ州のリバーブラフ洞窟では、洞窟の壁に沿って高さ4.6mまでの一連の爪痕が発見されており、これは身長3.7mに達すると考えられる個体の存在を示している。

## 食性

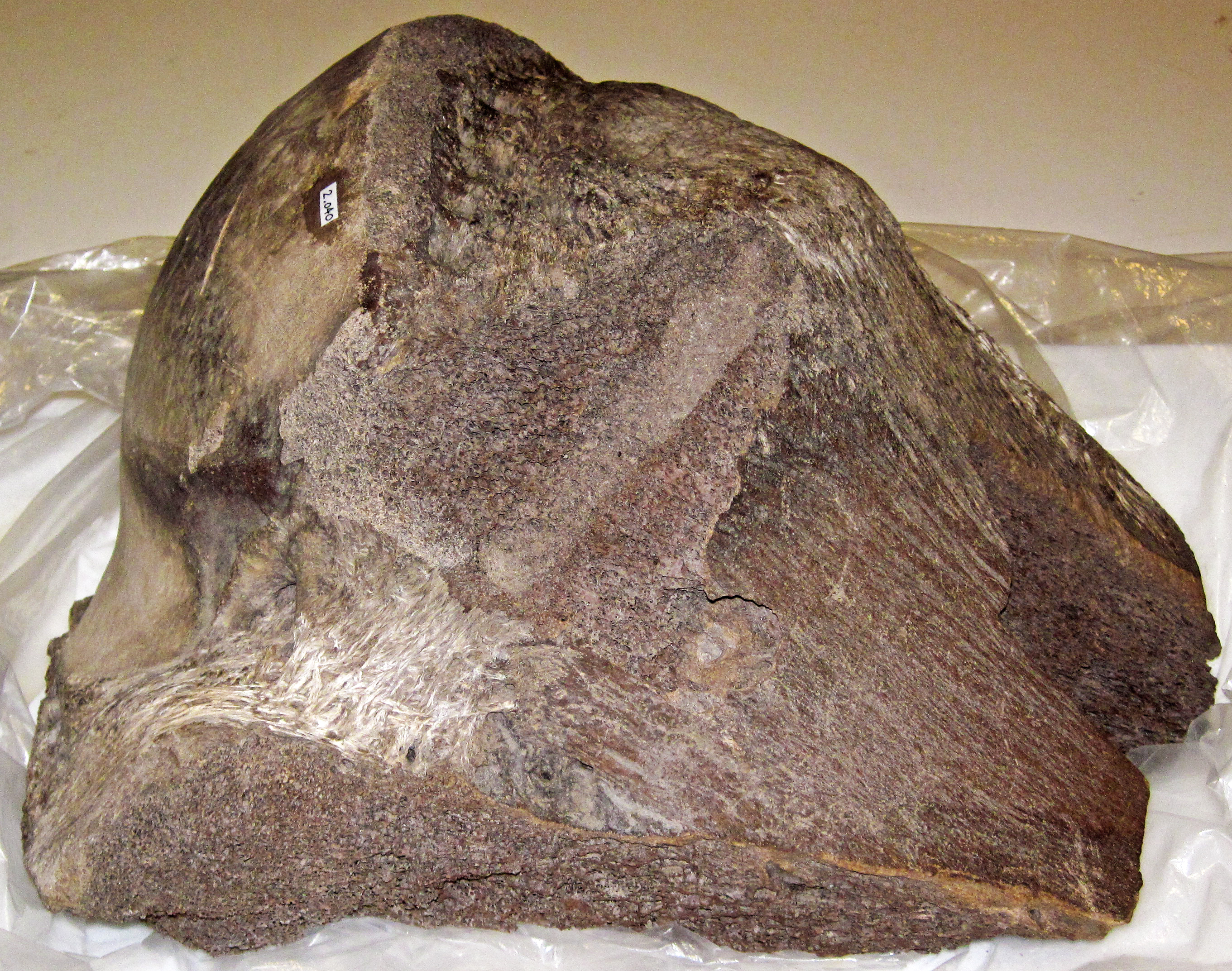
A. simus の歯型が残されたアメリカマストドンの前肢の骨。コロラド州デンバーのデンバー自然科学博物館にて。

アルクトドゥスの食性については研究者の間でも見解が割れている。アラスカの骨を分析したところ、肉食動物が蓄積する安定した窒素同位体である窒素15が高濃度で検出され、植物を摂取した形跡がないことが判明した。この証拠から、A. simus は非常に肉食性が高く、成獣になって以降生存のために1日あたり16キログラムの肉を必要としただろうと示唆された。しかし、窒素15の分析では、純粋な肉食動物と動物性物質を大量に摂食した雑食動物を区別することができないという指摘、アルクトドゥスが幅広い範囲で多様な食生活を送っていたという指摘、頭蓋骨や歯の特徴が現代の雑食性のクマと一致していて北方の個体は現生のコディアックヒグマと同様の食生活を送っていたと推測されるという指摘がされている。

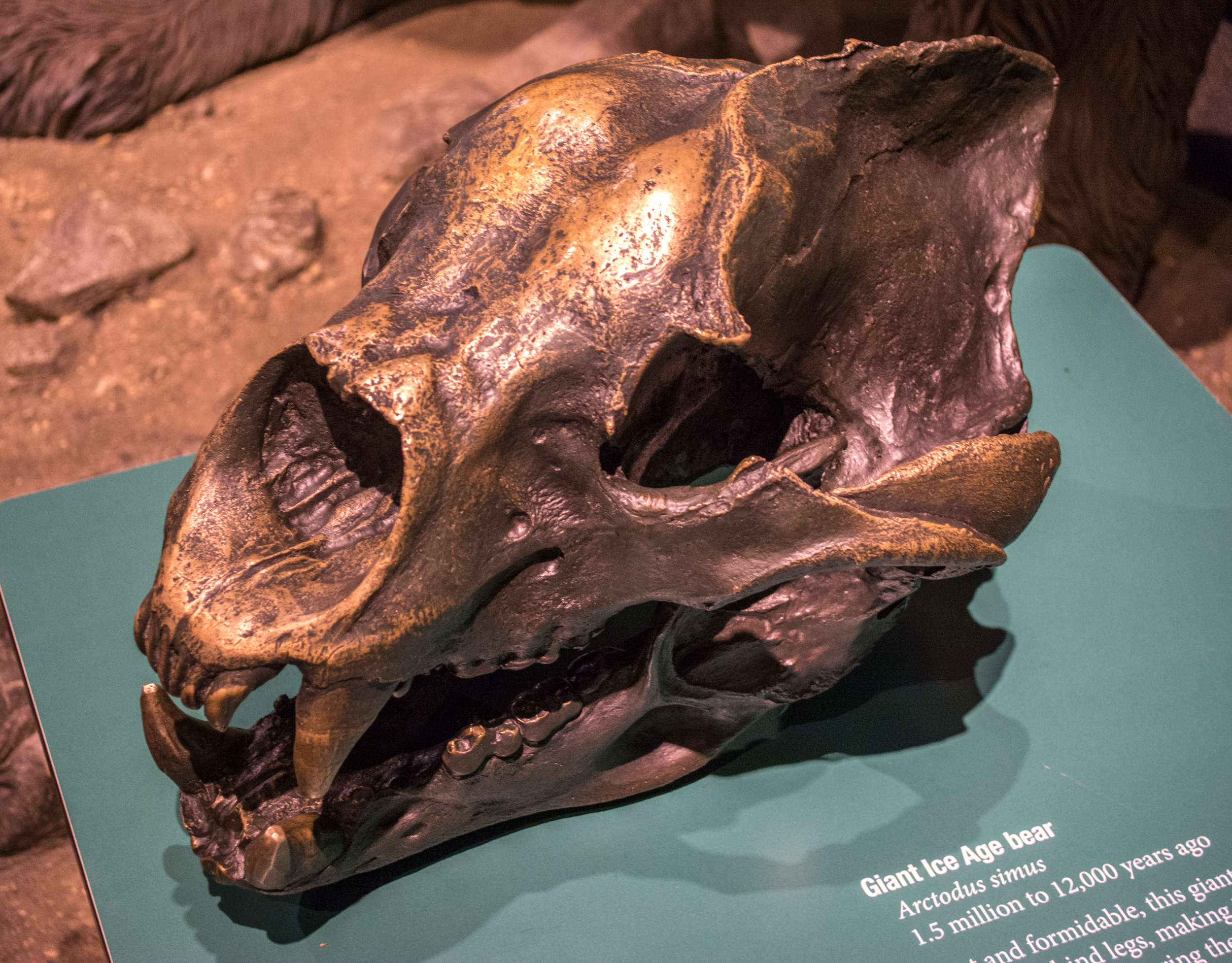
A. simus の頭骨。オハイオ州クリーブランドのクリーブランド自然史博物館にて。

アルクトドゥスはその巨体と蹠行性の脚の構造ゆえに疾走には向かず、また俊敏な獲物を追うために必要な急転回を可能とする関節の構造も持っていなかった。2010年の研究では、疾走に向いているかのように見える長い四肢は、胴部が短いためにそう見える錯覚であるとも扱われた。
アルクトドゥスは現生のクマのようにスピードよりも耐久性を重視した体格をしていた。A. simus はそれゆえ積極的な捕食動物になるには不利であり、ダイアウルフや剣歯虎やピューマといった他の捕食動物を巨体で脅して獲物を奪っていたという考えが提唱された。しかし、この見解は2013年に発表されたクマの歯の微細な摩耗痕の研究で疑問を呈された。ハイエナのような特殊なスカベンジャーは、骨を砕くことによる臼歯の損傷に特徴的なパターンを示している。ラ・ブレア・タールピットの標本にはそのような摩耗が見られないことから、研究者たちは A. simus は特殊なスカベンジャーではないと結論づけた。2010年の研究では、この種は純粋な捕食動物でも純粋なスカベンジャーでもなく、現代のヒグマのように日和見的な雑食であったと結論づけられている。
また、ジャイアント・ショート・フェイス・ベアとホラアナグマは、現代の多くのクマと同様に雑食性で、前者は入手状況に応じて植物を食べていたのではないかと指摘する著者もいる。